# Вишенька (Яворівський район)
Ви́шенька — село в Україні, у Яворівському районі Львівської області. Орган місцевого самоврядування — Мостиська міська рада. Населення становить 222 особи.

## Історія
Перша письмова згадка про село Вишенька датується 1452 роком.
На території села у радянські часи діяла шоста бригада колгоспу ім. Лесі Українки, що мала 439 га орної землі. Основний напрям — вирощування льону, зернових, цукрових буряків з розвинутим молочним тваринництвом. В селі на той час діяли початкова школа, клуб на 150 місць. Також тоді в селі розташовувалася Вишенківська сільська рада, якій було підпорядковане с. Підліски.

## Населення
- 465 осіб (1959)
- 222 особи (2001)

## Духовне життя
У селі діє церква апостолів Петра і Павла. Належить парафії ПЦУ.

## Відомі мешканці

### Народились
- Мечислав Ґжеґоцький (нар. 1952) — український фізіолог, доктор медичних наук, професор.